# Keishi Otani
Keishi Otani (født 17. april 1983) er en tidligere japansk fodboldspiller.
Han har spillet for flere forskellige klubber i sin karriere, herunder FC Tokyo og Thespa Kusatsu.